# Otacilia flexa
Espèce
Otacilia flexa est une espèce d'araignées aranéomorphes de la famille des Phrurolithidae.

## Distribution
Cette espèce est endémique du Yunnan en Chine,. Elle se rencontre dans le xian de Funing.

## Description
Le mâle holotype mesure 2,33 mm et la femelle paratype 2,51 mm.

## Publication originale
- (en) Lina Fu, Zhisheng Zhang et Feng Zhang, « New Otacilia species from Southwest China (Araneae: Phrurolithidae) », Zootaxa, vol. 4107, no 2,‎ 2 mai 2016, p. 197-221 (ISSN 1175-5326, e-ISSN 1175-5334, lire en ligne).